# 光叶石楠
光叶石楠（学名：Photinia glabra），又名扇骨木（江苏）、別名日本紅葉石楠、紅芽石楠、紅葉石楠、光凿树（湖南）、红檬子（四川）、石斑木（广东）、山官木（广西），是蔷薇科石楠属的植物。分布在缅甸、日本、泰国以及中国大陆的福建、湖北、湖南、广东、贵州、四川、云南、浙江、广西、江西、江苏、安徽等地，生长于海拔500米至800米的地区，多生在山坡杂木林中，照叶林中可见本种。
庭院植物，常用作树篱。树干坚硬，可用於制作工具的柄。

## 特征

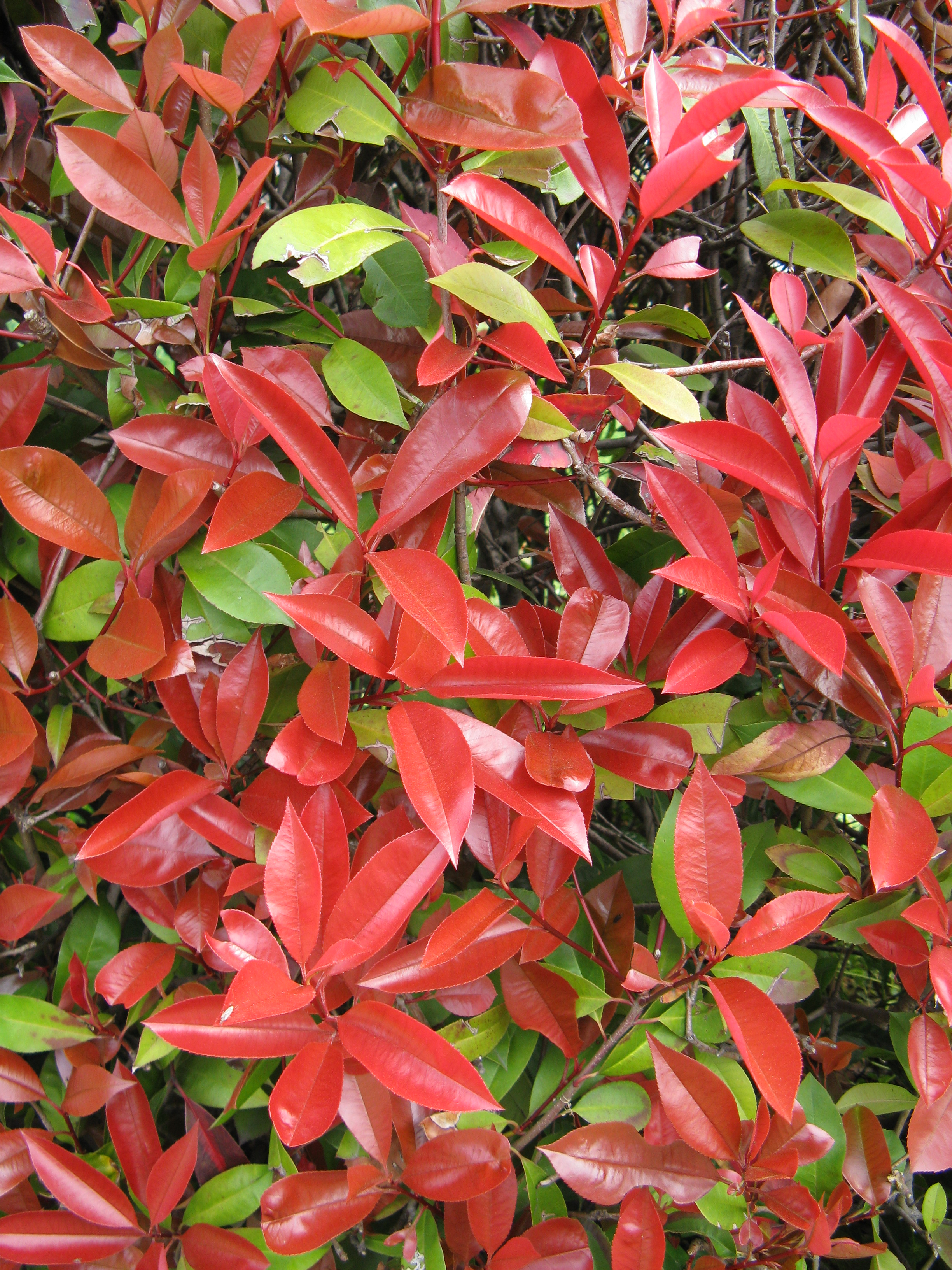
光叶石楠

常绿小乔木，株高3－5米，葉革质，互生，两端尖，长椭圆形，長5－10厘米，叶缘細锯齿状，叶柄短。嫩葉带有美丽的淡红色。花期大概在5月前後。枝先断生有直径约10厘米的半球状聚伞花序，花多枚，为小型白色5瓣花。果实球状，成熟时为深紅色。